# Monastère Nikitsky

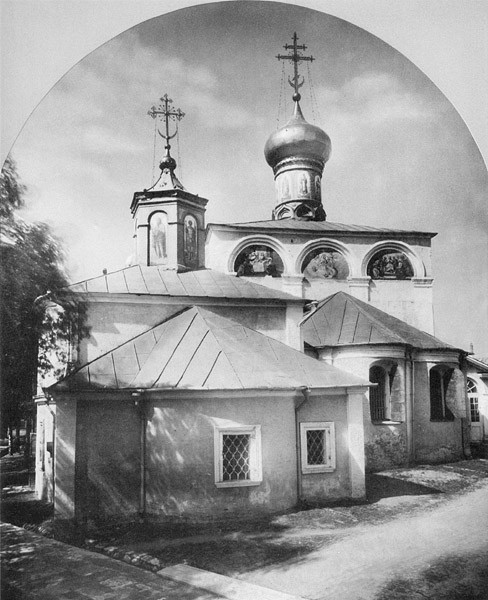
Églises de Saint Demetrios et du Martyr Nikita au Monastère Nikitsky (1882).

Le monastère Saint-Nicétas ou Nikitsky (Никитский монастырь) était un monastère orthodoxe de religieuses à Moscou, au coin de la rue Bolchaïa Nikitskaïa et de la rue Mokhovaïa, non loin de la Porte Nikitsky, détruite à la fin du XVIIIe siècle pour laisser la place à la place du même nom de l'Anneau des boulevards. Il abritait une relique du martyr jusqu'à la révolution. Le monastère possédait en dehors de Moscou, sous le règne de Nicolas II, une filiale avec une école de filles.

## Histoire
Ce monastère féminin fut fondé en 1582, par le boyard Nikita Romanovitch Zakhariev-Youriev, grand-père de Michel Ier, fondateur de la dynastie des Romanov, et dédié à saint Nicétas le Goth (ou Nikita - Никита - en russe) son patron. Il se trouvait à la place d'une ancienne église saint-Nicétas, construite en 1534 dans la cour du palais de la Yamskaïa. Elle avait été édifiée en briques italiennes sur la voie tracée au XIVe siècle menant à Novgorod, appelée depuis lors la rue Bolchaïa Nikitskaïa, ou Grande-rue Saint-Nicétas en français. 
Il y eut un incendie en 1682 qui nécessita la reconstruction de l'église principale du monastère. Quelques années plus tard, on construisit au-dessus du porche principal le clocher de la Résurrection, élégant édifice, et dans les années 1750, l'architecte de l'impératrice Élisabeth, Dmitri Oukhtomski, construisit un nouveau corps de bâtiment pour abriter les cellules des religieuses. Le monastère souffrit de l'incendie de 1812 à l'arrivée de Napoléon. Ses ornements intérieurs furent volés et des pans entiers des bâtiments prirent feu. Il fut restauré et accueillit l'archevêque Augustin, après sa destitution. La collégiale Saint-Nicétas du monastère fut agrandie d'une chapelle dédiée à saint Nicolas en 1833 et le clocher reconstruit par Mikhaïl Bykovsky en 1868 fut agrandi d'une église dédiée à la Résurrection. Le porche de l'entrée fut aussi agrandi d'une chapelle dédiée à saint Nicétas et l'église Saint-Démètre le Thessalonicien, restaurée.
Le monastère fut nationalisé en 1919 et abrita quelque temps un certain nombre de ses anciennes religieuses, regroupées autour de leur supérieure Mère Agnès, puis elles en furent chassées. La plupart des archives disparurent dans les années 1920, mais certaines purent être conservées aux Archives nationales. Les églises, les bâtiments et leurs différentes cours et dépendances furent réquisitionnés par l'Université de Moscou et finalement détruits entre 1930 et 1933.